# 替米沙坦
替米沙坦（國際非專利藥品名稱：Telmisartan) 是一種血管緊張素II受體拮抗劑（英語：ARB），用於治療高血壓，也是心衰和慢性肾病治疗的一部分。現時大部分降血壓藥的療效最長只能維持10小時。替米沙坦 (Telmisartan) 的藥效為同類藥物中最長；臨床研究顯示，替米沙坦(Telmisartan)能夠全日24小時降壓，包括清晨時分心血管病最高危的時候。
替米沙坦亦是目前唯一一種血管緊張素受體阻斷劑，經臨床研究證實除了能為高心血管風險患者和糖尿病患者降血壓外，更能提供額外的心血管保護，減低他們因心血管病而死亡、心肌梗死或中風的機會。

## 適應症
替米沙坦(Telmisartan)適用於治療原發性高血壓。

## 服用指引
完全按照醫生指示服藥，如有疑問，請向醫護人員查詢。均需每天服用一次。建議在每天相同時間服藥，養成習慣。只有在服藥前才把藥丸從鋁箔包裝內取出。飽肚或空腹服用皆可，請以開水或其他不含酒精的飲料送服。一旦忘記服藥，應於記起時馬上服用。如果已經接近下次服藥時間，就應跳過漏服的一次，然後繼續如常按時服藥。切忌服用雙重劑量。

## 禁忌症
副作用懷孕婦女並不適宜服用替米沙坦；如其他影響腎素-血管緊張素系統的藥物一樣，替米沙坦可導致嬰兒發育不健全、夭折或胎死腹中。另外，由於目前仍未清楚替米沙坦會否滲入母乳，因此如果病人正在授乳，亦應避免服用替米沙坦。

## 副作用
替米沙坦的副作用與其他血管緊張素II受體拮抗劑相若，包括早博及心博過緩（即心跳過快或過慢）、血壓低、水腫（雙臂、雙腿、嘴唇、舌頭或咽喉腫脹，後者可導致呼吸問題），以及過敏反應。
有研究指出替米沙坦稍微增加癌症概率，但也有研究指出替米沙坦大幅减少癌症概率。举三篇为例：
- 2016对于大量英国患者的研究显示，替米沙坦没有比其他ARB类药物更致癌。[6]
- 2022的系统性综述认为，ARB类药物的致癌风险随着使用时长增加。综述使用的数据显示，用ARB类药物3年以上的病人患癌症的频率高出11%。[7]
- 2023年对于大量黎巴嫩患者的研究认为，ARB大幅降低患癌率，用ARB的病人患癌的频率仅为不用ARB的病人的13%。研究也发现服药时间越长，患癌频率越低。作者还指出，2021年韩国，2012、17年日本的研究都得到了类似的结构。[8]

## 作用機制
作為一種血管緊張素II受體阻斷劑，telmisartan對一型血管緊張素II受體（AT1）的親和力特別高，是二型血管緊張素II受體（AT2）的3000倍。替米沙坦的半衰期長達24小時，為同類藥物之中最長，容積分佈亦最廣。
替米沙坦同时也是过氧化物酶体增殖物活化受体γ（PPARγ）的部分激动剂，因此在人类中有提高胰岛素敏感性、降低心纤维化和心肌肥大、提高内皮组织功能的作用。替米沙坦对肾病和糖尿病的作用同时来自于它对血管紧张素受体和PPARγ的作用。
替米沙坦还是过氧化物酶体增殖物活化受体δ（PPARδ）的部分激动剂，因此曾有人提出用其代替会致癌的GW501516用来提升运动员的耐力。替米沙坦确实可以提升小鼠的耐力，但是不能提高腿周邊動脈阻塞的患者在六分钟内可以行走的距离。
替米沙坦在体外也被显示有激活过氧化物酶体增殖物活化受体α的功能。

## 臨床試驗

### ONTARGET
ONTARGET試驗計劃的英文全名為Ongoing Telmisartan Alone and in combination with Ramipril Global Endpoint Trial，是有史以來其中一項最大的血管緊張素受體阻斷劑臨床研究計劃，共納入25,620名病人，來自分佈於41個國家的733家研究中心。研究計劃歷時5.5年，參與者隨機獲分配以下其中一種治療：telmisartan、血管緊張素轉換酶抑制劑ramipril，或結合兩種藥物。研究目的，是要透過主要綜合終點了解telmisartan在保護心血管方面的角色，主要綜合終點包括高心血管風險病人因心血管病死亡、心肌梗死、中風、因心臟衰竭入院的機會。研究結果發現，telmisartan的療效與ramipril相若，但咳嗽及血管性水腫的比率則較ramipril低，終止治療的個案因此也較少。聯合治療組的療效雖然與ramipril接近，但病人出現低血壓症狀的風險較高。耐受性方面，對血管緊張素轉換酶抑制劑耐受的病人，他們對telmisartan的耐受性比ramipril更佳，對治療的依從性也較高。

### TRANSCEND
TRANSCEND英文全名為Telmisartan Randomized Assessment Study in ACE Intolerant Subjects with Cardiovascular Disease，是ONTARGET研究的一部分，研究對象為對血管緊張素轉換酶抑制劑不耐受的病人，將他們隨機分配接受telmisartan或安慰劑治療。一篇隨研究結果同時發表的評論文章認為：「目前仍缺乏完整數據支持血管緊張素受體阻斷劑除了心臟衰竭外，還能預防心血管疾病病人出現血管事件。ONTARGET研究顯示telmisartan的療效並不遜於ramipril，但TRANSCEND的發現則對此結論提出質疑，暗示telmisartan即使存在影響，它的影響其實並不大。」

### ProFESS
PRoFESS研究（英文全名Prevention Regimen For Effectively Avoiding Second Strokes）歷時2.5年，目的是要了解病人出現缺血性中風後馬上接受替米沙坦(telmisartan)治療的效果。結果顯示替米沙坦(telmisartan)作為這方面的治療並未有顯著減低再中風、主要心血管事件或糖尿病的發生率。

## 其他臨床試驗
Telmisartan的其他臨床試驗還包括有PRISMA（Protective Randomized Investigation of the Safety and efficacy if Micardis vs.Ramipril using ABPM）、TRENDY（Telmisartan vs. Ramipril in renal ENdothelial DYsfunction）、INNOVATION（INcipieNt to OVert:Angiotensin II receptor blocker Telmisartan Investigation on type II diabetic Nephropathy）、AMADEO、DETAIL、VIVALDI、ARAMIS、 ESPIRIT。

## 社会与文化

### 商品名稱
替米沙坦由德國藥廠百靈佳殷格翰研發，商品名為「Micardis」。除了原本的商品名「Micardis」外，替米沙坦(telmisartan)還透過其他醫藥公司以不同的商品名稱上市，
- 中文商品則名為：
  - 「美壓定」(香港)。
  - 「美卡素」(中國大陸)。
  - 「必康平」(台灣)。
- 印度地區商品名為：
  - Telpres（印度Abbott Healthcare Pvt Ltd）。
  - Targit（印度Pfizer）。
  - Tisartan（印度XL Laboratories）
  - Axeten（印度Organon）。
  - Temax（Wockhardt）。
  - Teliact（Ranbaxy）。
  - Telma（Glenmark Pharmaceticals）。
  - Telmore（Morepen）。
  - Inditel（Zydus Cadila）。
  - Telminorm（Ipca Labs）。

### 複方
替米沙坦(Telmisartan)與其他降血壓藥物成份有復方制劑，包括與利尿劑成份氫氯噻嗪(hydrochlorothiazide)的二合一複方，商品名為「Micardis Plus」，是由兩種不同藥理作用成分組合而成的降血壓藥，適合無法以單一成份得到適當血壓控制的病患者。
最新研發的二合一複方降血壓藥物是由替米沙坦(Telmisartan)與屬長效鈣離子通道阻斷劑(CCB)的氨氯地平(amlodipine)之複合配方，商品名為「Twnysta」(全壓達)，集合兩種降血壓藥物類別中成分最長效的於一身，發揮協同作用，既持續24小時降壓，也為心血管提供保護。

## 研究
虽然替米沙坦在动物试验中对腹主動脈瘤有效，但是它在人类临床试验中没有统计学上显著的效果。

## 外部連結
- Twynsta (Telmisartan Amlodipine Tablets) - Prescribing Information at RxList （页面存档备份，存于）